# Christmas Etc
Christmas Etc è un EP dei cantanti canadesi Sébastien Lefebvre e Katie Rox, pubblicato il 23 novembre 2010. L'EP è totalmente a sfondo natalizio.

## Tracce
1. Stay (It's Christmas) - 3:14
2. Other Side - 3:34
3. Rich - 4:14